# 平穏
| ウィキペディアには「平穏」という見出しの百科事典記事はありません（タイトルに「平穏」を含むページの一覧/「平穏」で始まるページの一覧）。 代わりにウィクショナリーのページ「平穏」が役に立つかもしれません。 |